# Kamiel Festraets
Julien Louis Camille (Kamiel) Festraets (Sint-Truiden, 17 februari 1904 – aldaar, 24 mei 1974) was een Belgisch uurwerkmaker.

## Loopbaan
Festraets was de zoon van een horlogemaker en werkte al snel in de zaak van zijn ouders, maar studeerde ook wiskunde en mechanica. Hij bouwde enkele salonklokken met astronomische toevoegingen (maanstanden). Met zijn eerste exemplaar won hij op de wereldtentoonstelling van 1935 in Brussel een gouden medaille.
Zijn levenswerk was echter de bouw van een astronomisch uurwerk. Het is een 7 meter hoge constructie van ruim 4000 kilo, met tal van wijzerplaten. Hij werkte meer dan 25 jaar aan het ruim 20.000 onderdeeltjes tellende geheel. Hij bracht er verschillende elementen uit de geschiedenis van de tijdmeting in samen: zandlopers, wateruurwerk, slingers, zonnewijzer, Westminsterbeiaard, etc. Wanneer de klok slaat, verschijnt de Dood en trekt er een stoet middeleeuwse ambachtslieden voorbij.  Op het einde van zijn leven werd het "Festraetsuurwerk" aangekocht door de stad Sint-Truiden, waar het nog steeds te zien is als toeristische attractie. Hij had trouwens jarenlang de torenuurwerken van de stad onderhouden. In de kerk speelde hij orgel. Hij dirigeerde het kerkkoor van de Sint-Maartenparochie en trad op als hoofdacteur in het gezongen toneelstuk 'De Klokken van Corneville'.
Daarnaast was Kamiel Festraets ook bekommerd om het voortbestaan van de uurwerkmakersstiel. Hij leidde in zijn atelier meerder jongeren op met een leercontract, en stichtte ook een school in Leuven.

## Externe links

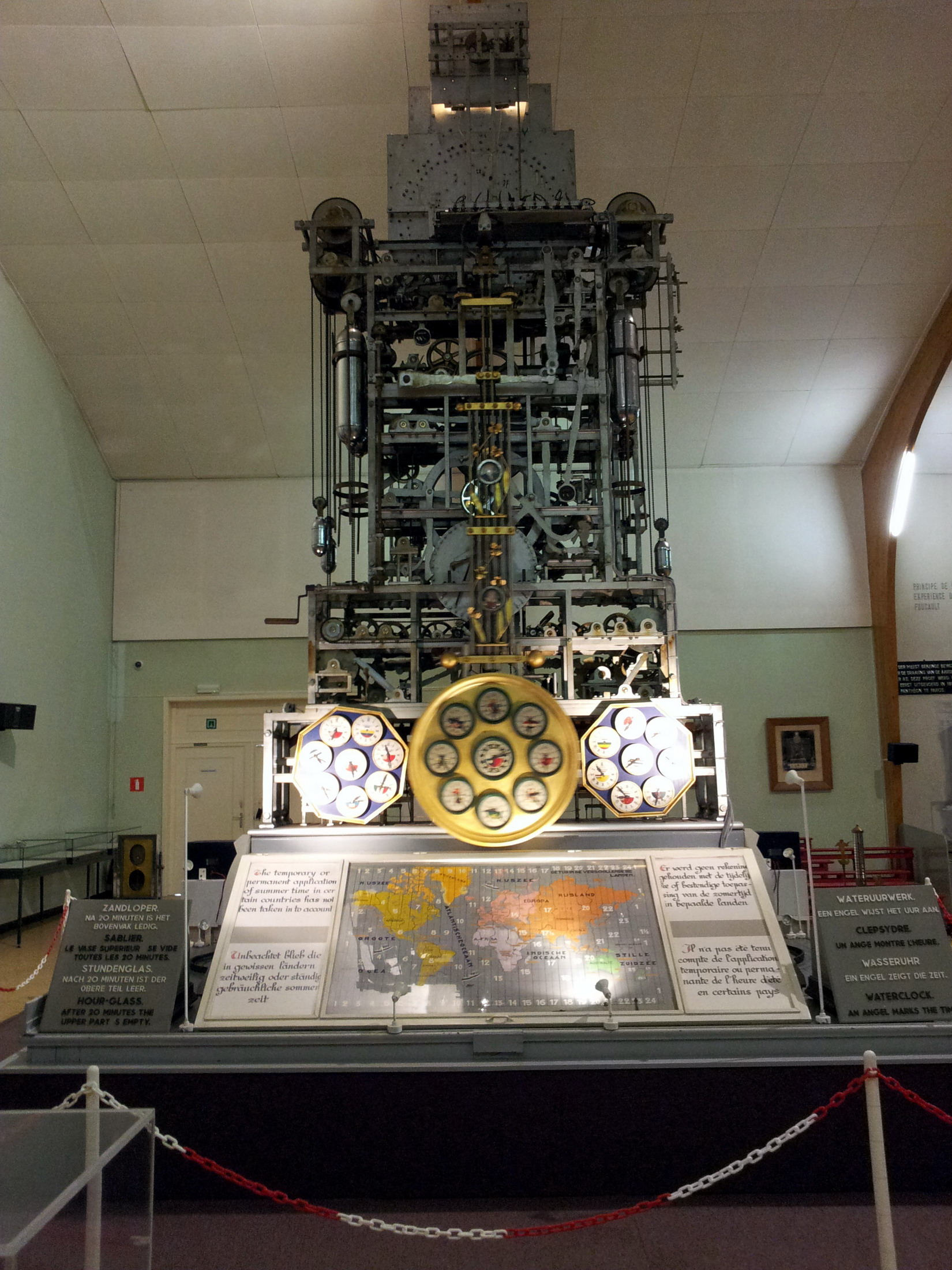
Festraetsuurwerk
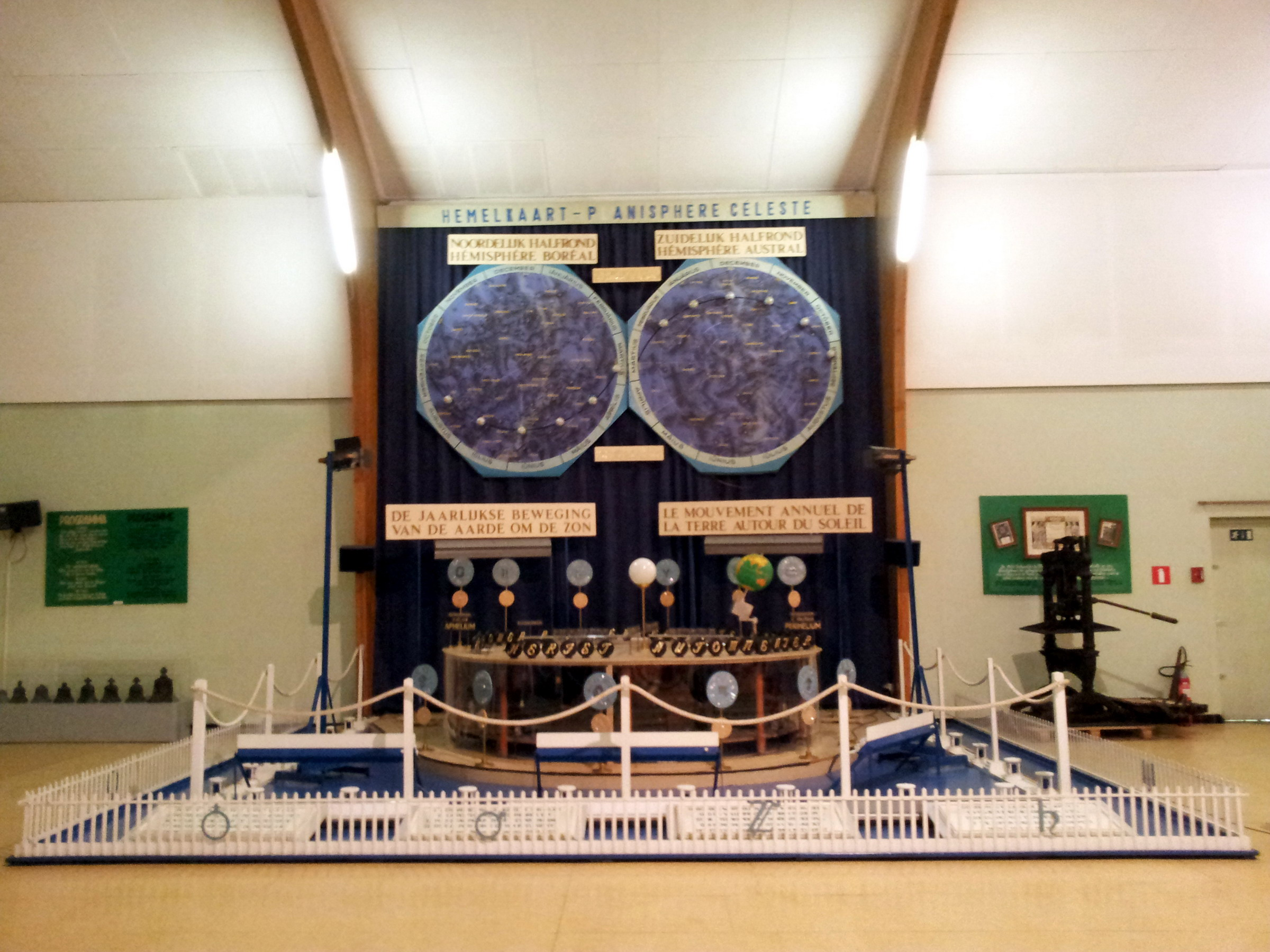
Planetarium
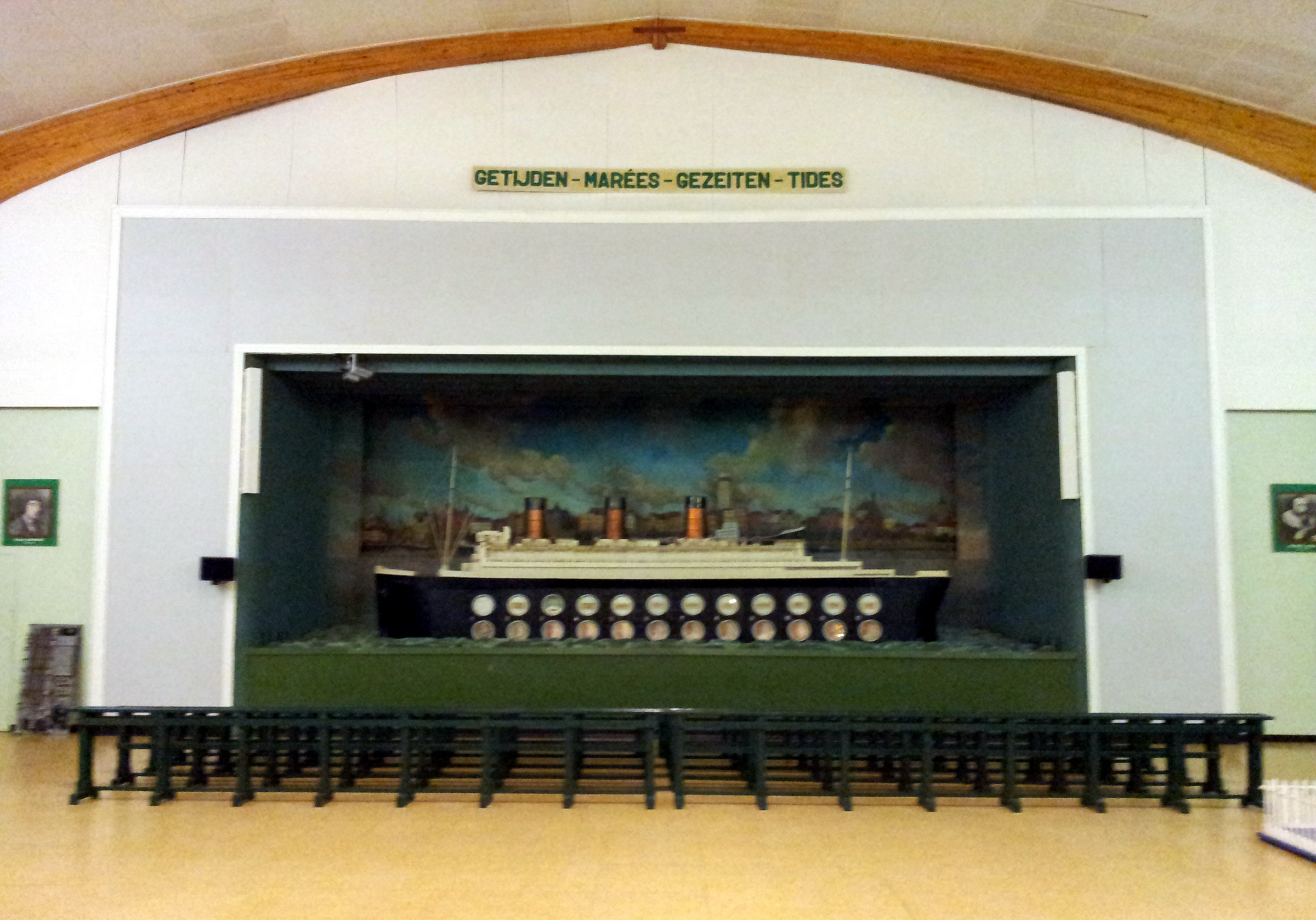
Getijdensimulator